# Neophyllura pruinosa
Neophyllura pruinosa är en insektsart som först beskrevs av Martin 1931.  Neophyllura pruinosa ingår i släktet Neophyllura och familjen rundbladloppor. Inga underarter finns listade i Catalogue of Life.